# Charles Daudet
Pour les articles homonymes, voir Charles-Albert.
Charles Daudet, connu sous le pseudonyme de Charles-Albert, né le  23 novembre 1869 à Carpentras (Vaucluse) et mort le 1er août 1957 au Kremlin-Bicêtre (Val-de-Marne), est un journaliste, imprimeur et homme politique français. 
Au départ proche des guesdistes, il devient anarchiste, antimilitariste et membre du mouvement libertaire. Rallié au socialisme, puis à l'Union sacrée durant la Première Guerre mondiale, il évolue durant l'Entre-deux-guerres vers un « fascisme de gauche » ou « faisceau de gauche » alors proche de Georges Valois avec qui il animera le Parti républicain syndicaliste à partir de 1928. Évoluant vers le planisme, il se rapproche de la revue Plans et du courant néo-socialiste fondé par Marcel Déat et Adrien Marquet. Durant l'Occupation, il adhère à la Collaboration et écrit dans le journal La Gerbe. 

## Biographie
Enseignant de philosophie au collège de Sedan, Charles-Albert travaille par la suite comme correcteur d'imprimerie.
Si l’on en croit Victor Méric, la fusillade de Fourmies, le 1er mai 1891, est pour lui un choc profond et l’élément déclencheur de son militantisme. Il fréquente alors avec assiduité les réunions et manifestations ouvrières et devient anarchiste. C’est à cette époque qu'il rencontre Jean Grave, lui-même condamné pour un article sur la fusillade.

### L'imprimeur libertaire
En 1892, tout en étant correcteur d’imprimerie à Lyon, il collabore à la presse libertaire (Entretiens politiques et littéraires, La Société Nouvelle, La Révolte, Les Temps Nouveaux).
Le 12 août 1893, il crée, à Lyon, un hebdomadaire communiste libertaire, L’Insurgé, qui disparaît en novembre 1893.
Durant la période des attentats anarchistes, il est arrêté et séjourne en prison en janvier 1894.
En 1895, il fonde à Paris, une imprimerie destinée à satisfaire les besoins de la propagande anarchiste et où sont tirés les premiers numéros du Libertaire que vient de fonder Sébastien Faure.
Dès janvier 1898, il est un dreyfusard ardent à la suite de la publication du « J'accuse…! » de Émile Zola. C’est cette défense du capitaine dégradé qui l’engage, en 1899, aux côtés de Sébastien Faure à dénoncer le militarisme. Il milite en faveur de la grève des conscrits et de la désertion.

### L'internationaliste
En 1905, avec Amédée Dunois, il s’oppose à Pierre Kropotkine lorsque dans Les Temps nouveaux, celui-ci déclare qu’il prendrait parti pour la France en cas de guerre avec l’Allemagne.
Charles-Albert accorde également beaucoup d’importance aux questions d’enseignement et de pédagogie libertaire. Grand ami de Francisco Ferrer, il devient, en 1908, secrétaire général de la Ligue internationale pour l’éducation rationnelle de l’enfance.
En 1909, avec Alfred Naquet et Charles-Ange Laisant, il lance le Comité Ferrer, pour la libération du pédagogue espagnol menacé de mort. Mais, malgré une vaste campagne, Ferrer est fusillé.
Dans Les Hommes du jour, Victor Méric le décrit : « Charles-Albert est avant tout un penseur, un homme de travail et de bibliothèque. Mais nous l’avons montré aussi homme d’action ».
Au printemps 1910, il est membre du Comité révolutionnaire antiparlementaire avec Jules Grandjouan qui mène une campagne abstentionniste à l’occasion des élections législatives. Par la suite, il soutint le projet de Parti révolutionnaire lancé par Miguel Almereyda.

### Face aux guerres mondiales
En août 1914, lors de la Première Guerre mondiale, il se rallie à l’union sacrée et soutient le Manifeste des Seize avec Jean Grave et Kropotkine. Le 8 août, il déclare : « Partez sans amertume, partez sans arrière-pensée, camarades ouvriers, c’est bien pour la révolution que vous allez combattre ».
En octobre 1918, il adhère au Parti socialiste sur des bases unitaires entre majoritaires et minoritaires et en regrettant un parlementarisme excessif.
En 1928, il adhère au Parti républicain syndicaliste.
Charles-Albert se rapproche ensuite de Marcel Déat, ex-socialiste dont le pacifisme préfigure le futur collaborationnisme et qui, en 1936, préface son ouvrage Une Nouvelle France. Sous l’Occupation, il écrivit dans le journal collaborationniste La Gerbe. Arrêté à la Libération, figurant dans la « liste noire » publiée par le CNE, il est libéré peu de temps après et se fait oublier.

### Critique d'art et journaliste
Charles-Albert porte un grand intérêt à l’art et particulièrement à l’art social. Rédacteur fécond et maniant l’écrit avec une certaine aisance, critique d'art, il collabore à différentes publications libertaires comme Les Temps nouveaux, L'Humanité nouvelle et le Journal du peuple.
Il est également l'auteur de plusieurs ouvrages et brochures.

## Œuvre
- Aux anarchistes qui s'ignorent, Bruxelles, 1895[9], Paris, Les Temps nouveaux, 1901, notice BNF.
- L'Art et la société, conférence faite le 27 juin 1896, Paris, Bibliothèque de l'Art social, 1897, notice BNF.
- À Monsieur Émile Zola[10] (1898)
- L'Amour libre (1899)
- Patrie, guerre et caserne. lettre à un prolétaire (1901)
- Qu'est-ce que l'art ?, Paris, Schleicher frères, 1909, notice BNF.
- Politique et socialisme. Le préjugé parlementaire (1910)
- Le socialisme révolutionnaire, avec Jean Duchêne, Paris, Éditions de la Guerre sociale, 1912, notice BNF.
- Au-dessous de la mêlée : Romain Rolland et ses disciples, Paris, M. Rivière, 1916, notice BNF[2].

## Notices
- Dictionnaire biographique, mouvement ouvrier, mouvement social : notice biographique.
- René Bianco, 100 ans de presse anarchiste : notice.
- Catalogue général des éditions et collections anarchistes francophones : notice.
- Anarlivres : bibliographie.